# Malagash Point (przylądek)
Malagash Point – przylądek (point) w kanadyjskiej prowincji Nowa Szkocja, w hrabstwie Cumberland (45°48′06″N, 63°14′02″W), wysunięty w zatokę Amet Sound, na jej północno-zachodnim brzegu; nazwa urzędowo zatwierdzona 6 maja 1947.